# Pholeter gastrophilus
Pholeter gastrophilus är en plattmaskart. Pholeter gastrophilus ingår i släktet Pholeter och familjen Heterophyidae. Inga underarter finns listade i Catalogue of Life.